# 中村克弘
中村 克弘（なかむら かつひろ）は、元静岡第一テレビ常勤監査役。

## 経歴
- 1979年7月に同局の初代アナウンサーの1人として入社（同期に若月雄介、山田幸子）。
- 当初は「ズームイン!!朝!」を担当する予定であったが、初日に急病となり、急遽代打を務めた若月がそのまま就任。
- 制作部時代は開局15周年特番や松山千春コンサートの初のテレビ中継を担当。
- 2016年6月に細野俊晴より取締役事業局担当を受け継いだ。